# メーベルの窮境
『メーベルの窮境』(Mabel's Strange Predicament) は、1914年公開のメーベル・ノーマンド主演の短編サイレント映画。1971年に映画研究家ウノ・アスプランドが制定したチャールズ・チャップリンのフィルモグラフィーの整理システムに基づけば、チャップリンの映画出演第3作にあたる。キーストン社による製作で、監督はメーベル・ノーマンド。
チャップリン自身の回想によれば、「放浪者＝トランプ」の扮装、いわゆる「チャーリー」のキャラクターは本作で初めて登場したとされている。別の邦題に『メーベルの奇妙な苦境』『犬の為め』『メイベルのおかしな災難』がある。
　

## あらすじ
ひどく泥酔した状態でホテルのロビーに現れた放浪者チャーリーは、エレガントなたたずまいのメーベルが連れていた犬のひもにからまり、周囲の女性に色目を使ったあと、つまみ出される。間もなく、チャーリーは部屋を閉め出されたメーベルとホテルの廊下でばったり出会い、追い回す。やがてメーベルは恋人や老夫婦と出くわし、老夫のベッドの下に隠れる。4人は乱闘をはじめ、そこに事情を知らないチャーリーが紛れ込み、乱闘のとばっちりを喰らう羽目となった。

## 解説

### 背景
『メーベルの窮境』は、前作『ヴェニスの子供自動車競走（子供自動車競走）』の封切からわずか2日後の1914年2月9日に封切られた。チャップリンの伝記を著した映画史家のデイヴィッド・ロビンソンは、『ヴェニスの子供自動車競走』を比較的簡便な作品と評しているに対し、この『メーベルの窮境』については「キーストン映画としては比較的手がこんでいる」と評している。
ロビンソンはまた、チャップリンはこの作品で早くも実力を見せつけたとする。ホテルのロビーのシーンにおけるチャップリンのパントマイムが大勢の見学者の視線を引き寄せ、これをプロデューサーのマック・セネットが高く評価し、レアマンの反対を押し切って編集をさせず、そのまま作品に取り入れたという。そのため、このシーンのみはキーストン調のカッティングになっていない。題材そのものはキーストン映画定番の一つである「小さなホテルの寝室でのドタバタ」ものに相当する。

### 「チャーリー」誕生?
のちに世界中で愛されることになる放浪紳士のキャラクター「チャーリー」が初登場した作品について、チャップリン自身は自伝において「『メーベルの窮境』のほうが先」と回想し、『メーベルの窮境』のカメラマンで「チャーリー」誕生の時期を知る最後の証人とみなされるハンス・コーエンカンプもこれに同調していた。ロビンソンはこれら回想を尊重して「チャーリー」のデビュー作を『メーベルの窮境』と断じ、さらにダメ押しとして「こういう細かい記憶ではまず間違えないのがチャップリン」とも述べていたが、スウェーデンの映画学者ボー・ベルイルントは、関係者の証言や当時の天気予報などから『ヴェニスの子供自動車競走』のほうが先であると断定した。
しかしチャップリン研究家の大野裕之は、一時はベルイルントの説を採用していたものの、コーエンカンプの回想に加えて、『メーベルの窮境』のみにおいて「チャーリー」の扮装に若干の違いが確認されること、キーストン社の関係資料によると『メーベルの窮境』の撮影開始日が1914年1月6日とされていることから、『メーベルの窮境』こそがチャップリンが初めて「チャーリー」の扮装をした作品であり、「やはり、チャップリンの回想は正しかった」と結論付けている。

## キャスト
- メーベル・ノーマンド：メーベル
- チャールズ・チャップリン：放浪者
- チェスター・コンクリン：夫
- アリス・ダヴェンポート（英語版）：妻
- ハリー・マッコイ（英語版）：恋人
- ハンク・マン：ホテルの客
- アル・セント・ジョン（英語版）：ベルボーイ